# Beati (cognome)
Beati è un cognome di lingua italiana.

## Varianti
Beata, Beato, Beatrice, Beatrici, Del Beato.

## Origine e diffusione
Cognome tipicamente panitaliano, è presente prevalentemente in Italia centro-settentrionale.
Potrebbe derivare dal latino beare, "rendere felici". È affine ai cognomi Fecondo, Del Gaudio, Gaudenzi, Asero e Felici.

## Persone
- Giuseppe Beati (1899-1929) – militare e aviatore italiano
- Nicola Beati (1983) – allenatore di calcio ed ex calciatore italiano